# 鲍学沛
鲍学沛，山东膝县（今山东膝州）人，是一名清朝政治人物。监生出身。
鲍学沛曾于1707年接替许昭来任青浦县知县一职，1710年由李瑸接任。